# 3102 Krok
3102 Krok è un asteroide near-Earth del diametro medio di circa 1,6 km. Scoperto nel 1981, presenta un'orbita caratterizzata da un semiasse maggiore pari a 2,1518192 UA e da un'eccentricità di 0,4480022, inclinata di 8,41552° rispetto all'eclittica.
L'asteroide è dedicato alla figura leggendaria ceca Krok.